# Abbas Mirza
Abbas Mirza Qajar (in persiano فعباس میرزا‎; Mazandaran, 20 agosto 1789 – Mashhad, 25 ottobre 1833) fu principe ereditario dello Scià di Persia Fath Ali Shah.

## Carriera militare
Guadagnò fama di comandante militare guidando le armate del padre nella Guerra russo-persiana (1804-1813), nella Guerra ottomano-persiana (1821-1823) e nella Guerra russo-persiana (1826-1828). Fu anche promotore dell'ammodernamento su modello europeo dell'esercito persiano, prendendo a modello il Nizam-ı Jedid del sultano ottomano Selim III. Intellettuale di discreta levatura, viene ricordato dagli storiografi come un uomo dai costumi molto semplici. Morì un anno prima del padre.